# 米尼伊特雷吉耶
米尼伊特雷吉耶（法語：Minihy-Tréguier，法語發音：[mini.i tʁeɡje]）是法国阿摩尔滨海省的一个市镇，位于该省西北部，属于拉尼永区。

## 地理
米尼伊特雷吉耶（48°46'31"N, 3°13'41"W）面积12.07 平方千米，位于法国布列塔尼大區阿摩尔滨海省，该省份为法国西北部沿海省份，位于布列塔尼半岛北部，北濒大西洋英吉利海峡，西接菲尼斯泰尔省，南至莫尔比昂省，东临伊勒-维莱讷省。
与米尼伊特雷吉耶接壤的市镇（或旧市镇、城区）包括：卡姆莱兹、科阿特雷旺、朗戈阿特、普卢吉耶勒、特雷吉耶、拉罗什若迪。

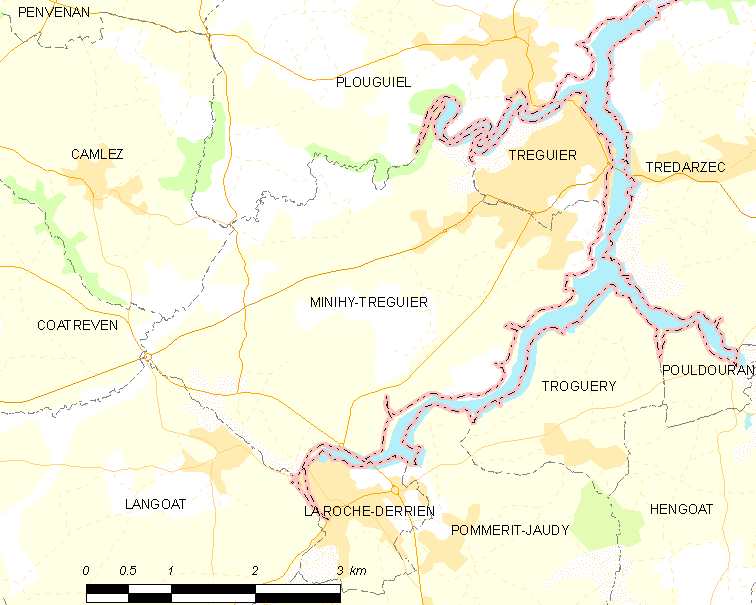
米尼伊特雷吉耶的OSM定位图

米尼伊特雷吉耶的时区为UTC+01:00、UTC+02:00（夏令时）。

## 行政
米尼伊特雷吉耶的邮政编码为22220，INSEE市镇编码为22152。

## 政治
米尼伊特雷吉耶所属的省级选区为特雷吉耶县。

## 人口

1962-2008年间米尼伊特雷吉耶人口变化图示

米尼伊特雷吉耶于2022年1月1日时的人口数量为1263人。